# Marlon Brando
Marlon Brando (Omaha, Nebraska, 1924. április 3. – Los Angeles, Kalifornia, 2004. július 1.) kétszeres Oscar-díjas amerikai színész, a 20. század egyik legnagyobb hatású filmszínésze. 
Legismertebb szerepe A Keresztapa (1972) című filmben Don Vito Corleone megformálása volt. Olyan híres filmekben vállalt még főszerepet, mint A vágy villamosa (1952), A rakparton (1954) vagy az Utolsó tangó Párizsban (1972). Bár sok híres szerep fűződik hozzá, élete során végig hullámzó színvonalú filmekben dolgozott, a kritikai vagy anyagi sikert jelentő filmjeit gyakran követték sikertelen produkciók. Ehhez jött kissé szeszélyes, önfejű személyisége, ami időről időre megnehezítette vele a munkát.

## Élete

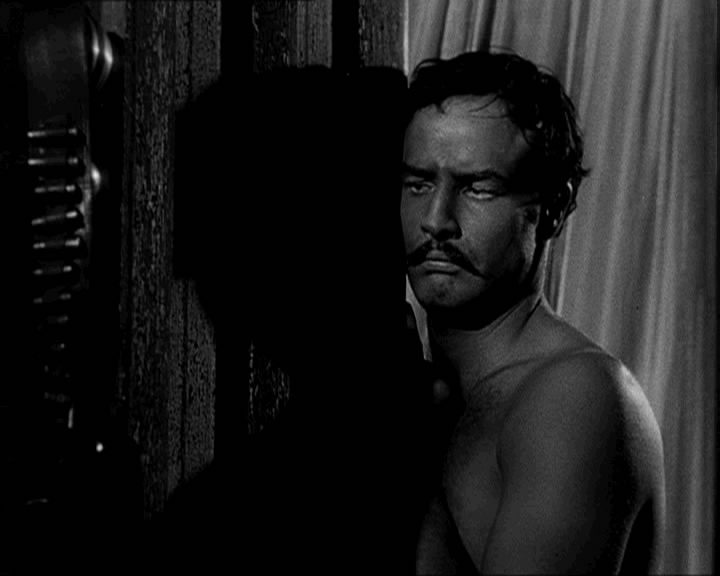
Viva Zapata felvételén, 1952

Édesanyja is színész volt, aki Henry Fondának is magánórákat adott. Apja mezőgazdasági szerszámok eladásával foglalkozó sikeres kereskedő volt, s ellenezte fiuk színészi pályáját; katonai akadémiára küldte. Brando kirúgatta magát, és New Yorkba költözött, ahol a híres Actors Studióban Stella Adler és Elia Kazan tanítványa lett. Adler így emlékezett vissza rá: „Nem tanítottam neki semmit. Csak feltártam előtte a gondolkodás, az érzékelés, a tapasztalás lehetőségeit. Megnyitottam előtte a kapukat, és többé nem volt rám szüksége.”
1947-ben a Broadwayen Tennessee Williams: A vágy villamosa című színdarabjában Stanley Kowalski szerepét játszotta. A kritikusok lelkesen üdvözölték azt a színészt, aki végre „az indulatait és tökösségét is magával viszi” a színpadra. A darabot négy évvel később filmre vitték. Brando mind a közönség, mind a kritikusok körében sikeres lett az 1950-es években áttörő alakításaival. Első filmszerepében, az 1950-es Férfisorsban egy második világháborús veteránt alakított, aki deréktól lefelé megbénulva érkezik vissza a háborúból. Brando jelentős időt töltött egy fizikoterápiás intézetben, hogy tanulmányozza a betegek életét. A vágy villamosa (1951) után a A rakparton (1954) című film következett Elia Kazan rendezésében, amiért megkapta első Oscar-díját. A szintén abban az évben készült A vad című motoros road movie egy generáció mondanivalóját fogalmazta meg: „Mi ellen lázadsz, Johnny?" „Mi ellen lehet?”. Az 1960-as években sorra kisebb szerepekben tűnt fel sikertelen játékával, például az 1961-es A félszemű Jackkel, ennek forgatása alatt távozásra kényszerítette Stanley Kubrickot és Peckinpahot. Majd ez a film lett az első és egyetlen rendezése is egyben. 1962-ben emlékezetes bukást szenvedett el a Lázadás a Bountyn című filmmel. Habár a film teljes csőd volt, megismertette Brandóval Tahitit, amibe annyira beleszeretett, hogy vett magának egy saját szigetet a Csendes-óceánon, sőt feleségül vette a Christian Fletcher szerelmét alakító Taritát.
Magánéletében teljes zűrzavar uralkodott. Első feleségétől egy év után elvált. 1960-ban egy mexikói színésznő lett a második felesége, de tőle is elvált, amikor beleszeretett egy tahiti nőbe – ő lett a harmadik felesége tíz évig.
Brando szexualitása mindig is vita tárgyát képezte. Egy nemrégiben megjelent életrajz szerint Brando számos kollégájával folytatott szerelmi viszonyt, többek között James Deannel, Cary Granttel, Montgomery Clifttel és Sir John Gielguddal. 1985-ben megjelent életrajzában így vallott: „Mint a férfiak egy jelentős részének, nekem is voltak homoszexuális tapasztalataim, és ezt nem szégyellem.” Egy fotón, amely állítólag az elhunyt Marlon Brando magángyűjteményéből került elő 1952-ből, a fiatal színész látható, amint egy másik férfit elégít ki orálisan (az utóbbi az LA Rag Magazine szerint a színész legjobb barátja, Wally Cox színész-humorista lehetett, a Brando Unzipped című botrány-életrajzra alapozva).  2004-ben, amikor Brando 80 évesen elhunyt, Miko nevű fia azt állította, hogy apja kérésére hamvasztása után összekeverték, majd együtt szórták szét hamvait Cox hamvaival. „Ez így tűnt helyénvalónak” – mondta szűkszavúan a lapnak a Brando fiú, egy családi ismerős pedig annyival egészítette ki a történetet: „Wally volt Marlon élete nagy szerelme.”
A Bountyt követően Brando számos könnyen felejthető filmben szerepelt, ezek közül is az 1968-as, a kor hippihangulatát meglovagoló Candy című pszichedelikus vígjátéka talán a legérdekesebb, melyben rajta kívül olyan színészek fordultak elő, mint James Coburn, Walter Matthau vagy Richard Burton. Bár Brando élete legrosszabb szerepeként jellemezte a filmben játszott szélhámos guru szerepét, a parodisztikus filmet közeli jóbarátja, Christian Marquand rendezte, akinek Brando még szponzorokat is igyekezett találni, és akitől a gázsin felül részesedést is kapott a film bevételéből. Christian nevű fiát is Marquand után nevezte el.

### A Keresztapa

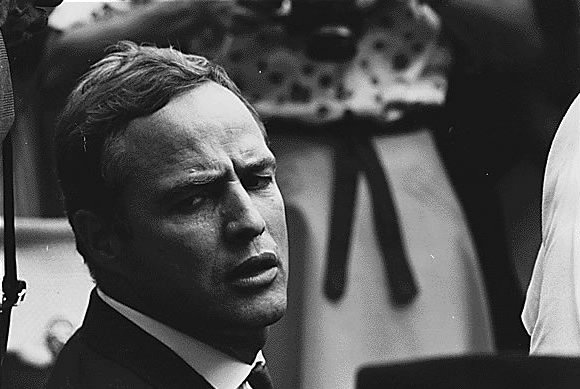
Brando, 1963

Brando 47 éves volt, amikor Don Vito Corleonét formálta meg A Keresztapa (1972) című filmben. Akkoriban mindenki Brando nagy visszatéréséről beszélt, tüntető távolmaradásáról az Oscar-ceremóniáról. A dalok, amelyeket anyámtól tanultam című önéletrajzi regényében külön fejezetet szentelt a Keresztapa-sztorinak. Az író, Mario Puzo elküldött a számára egy példányt a regény megjelenésekor. Néhány sort is mellékelt neki, ezekben leírta, hogy filmes feldolgozás esetén őt javasolja Don Corleone szerepére. Az ajánlat nem keltette fel Brando érdeklődését. Elolvasta a könyvet és megköszönte Mariónak, hogy rá gondolt. Puzo eladta a jogokat a Paramount Picturesnek. Közben több alkalommal felhívta Brandót, hogy jobb belátásra bírja, de azt nem közölte vele, hogy már tárgyalt a nevében a produkcióval. Brando később megtudta, hogy a Paramount főnökei hallani sem akartak a nevezéséről a szerepre. Az előzmények szerint a Lázadás a Bountyn idején telekürtölték a sajtót a kicsapongásaival, a Paramount nagy anyagi veszteségeket könyvelt el, és nem akartak további kockázatokat vállalni vele. Mario végül elküldte a kész forgatókönyvet. Puzo elolvasta és elnyerte a tetszését. Francis Ford Coppola is megerősítette, hogy őt akarja a szerepre, és próbafelvétellel igyekezett meggyőzni a Paramount vezetőit. Brando otthon tartott próbákat: papírzsebkendővel kitömte a száját, kisminkelte magát, a tükör előtt dolgozott a szövegen. A felvételek tetszettek a Paramountnak, így ő lett a Keresztapa.
1972-ben a Keresztapában Don Corleone megformálása jelentette a középkorú művész színészi újjászületését. Késő negyvenes éveiben két megigéző alakításával visszaszerezte méltó hírnevét. A Keresztapáért megkapta második Oscar-díját, és szimbolikussá vált az a generációs találkozás is, ahol Brando Al Pacinóval, Robert Duvallal és James Caannel szerepelt egy vásznon. Legendássá vált a díjátadás története: a Keresztapa sikerében való fürdőzés helyett, a díjátadóra maga helyett egy teljes indián ruházatba öltöztetett fiatal nőt küldött el, hogy az ünneplés helyett rávilágítson a bennszülöttek nehéz helyzetére.
Robert Duvall, aki az Apokalipszis mostban (1979) újra találkozott vele, így emlékszik vissza Brandóra: „Ő tényleg a keresztapa volt azoknak a fiatal színészeknek, akik az 1970-es években bukkantak fel, de még a mai új generációnak is. Ő volt számunkra a legnagyobb, még Laurence Olivier-t is megelőzte. Kivételes ember volt, de csodálni valóan és könnyedén tiszteletlen, egészségesen tiszteletlen. Azt hiszem, ez a tiszteletlenség ellazította és teljesen összhangba hozta saját magával. Ez volt a titka, hogy színészként új utakat tudott megtalálni.”

### A Keresztapa után

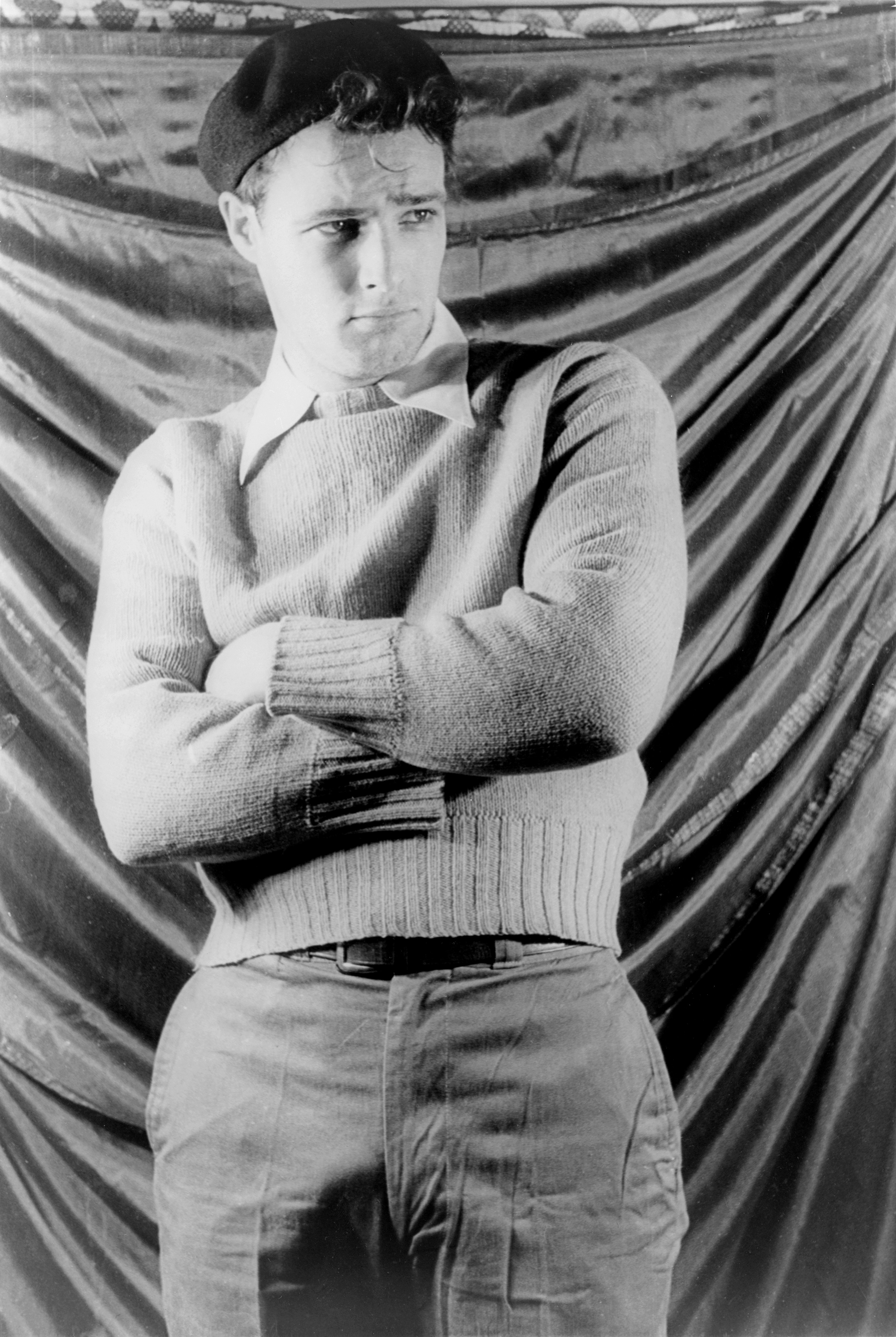
Brando, 1948

Az Utolsó tangó Párizsban (1972) című film következett Bernardo Bertolucci rendezésében, melyért Brando megkapta a 7. Oscar-jelölését. A filmben egy, a felesége öngyilkosságát egy szerelmi kapcsolatban feldolgozó férfit alakít.
Larry King, aki egy interjú után összebarátkozott a színésszel, így emlékezik vissza rá: „Nemcsak mondta, hanem csinálta is”. „Ha hitt valamiben, támogatni is hajlandó volt.” Ugyanakkor jelentős sztárgázsikat tett zsebre, így például 1978-ban rekordösszegnek számított az a 3 millió dollár, amit a Supermanben Jor-El szerepéért való 12 napos munka után kapott.
Színészgenerációkra volt hatással a játéka, és miatta választották ezt a szakmát: a Brando által „pocsék életként” jellemzett színészlétet. Hollywood mai legnagyobbjai vallják, hogy az ő hatására léptek erre a pályára, és minden egyes munkájukat most is ő inspirálja. Al Pacino szerint „Brando összehasonlíthatatlanul jobb volt mindnyájunknál. Marlon Brando – egy fogalom. Nem láttam még egyetlen filmjét sem, amikor elkezdtem a színészetet, de most büszkén állítom, hogy a halálom napjáig őt utánozom.”
„A valaha élt legkifinomultabb színész” – vallja Barbra Streisand. „13 éves korom óta a bálványom. Két emberéletnyi munkát végzett. Én pedig bármikor kezdtem új filmbe, feltettem magamban a kérdést: vajon Brando játszana-e velem?”
Brando ugyanakkor nehéz természetű ember volt, ismert volt arról, hogy nem tanulta meg a szövegét, helyette nagyrészt improvizált, vagy „puskázta” a szövegét a neki tartott táblákról. Richard Harris, aki a Lázadás a Bountynban szerepelt együtt vele egy 1973-as talkshow-ban Brandót parodizálva mesélte el, hogy a rá jellemző oldalranézéseivel valójában a feltartott szövegét olvassa le. A színészi tehetségét viszont ő sem vitatta. Önfejűsége kelletlenséggel is hajlamos volt párosulni, mint amikor időközben jelentős túlsúlyt felszedve alakította Kurtz ezredest Francis Ford Coppola híres háborús filmjében, az 1979-es Apokalipszis mostban, aminek sem a szövegét, sem a forrásául szolgáló regényt nem olvasta el, Coppola pedig alkata miatt javarészt csak sötétben merte filmezni, mindezzel pedig nehéz helyzetbe hozta a problémás forgatás miatt amúgy is majdnem becsődölt film rendezőjét.

### Nyolcvanas évek
A nyolcvanas évek nagy részében Brando nem játszott. 1989-ben jelent meg újra az antirasszista Forrongó évszak című filmben, amelyért ismét Oscarra jelölték – ez volt az utolsó hasonló elismerés, amit kapott. Ebben az évben érte a súlyos családi tragédia is. Fia, Christian bíróság elé került féltestvére, Cheyenne szeretőjének meggyilkolásáért, amiért szerinte a fiú kábítószerekre szoktatta a lányt, ezért emberölésért 10 év börtönre ítélték. Cheyenne – aki tagadta a drograszoktatást – az eset után depressziós lett, majd 1995-ben, 25 éves korában öngyilkos lett. 

### Utolsó filmszerepei
Brandón idős korára világtól elzárkózó természete elhatalmasodott és erre súlyproblémái is ráerősítettek. Utolsó éveiben a Don Juan DeMarco, a Dr. Moreau szigete és a A szajré című filmekben tűnt fel. Az újonc című filmjében még híres karakterének, Don Corleonénak egyfajta paródiáját is eljátszotta. Brando természete a Dr. Moreau szigete zűrzavaros forgatásán is kiütközött, amit egy külön dokumentumfilmben is feldolgoztak, ebbe lánya öngyilkossága is belejátszhatott. A Don Juan DeMarcoban Johnny Deppel játszott együtt, akit annyira megkedvelt, hogy Depp első rendezésében, A halál árában is szerepet vállalt 1997-ben. Utolsó filmje a 2001-es A szajré című közepes krimi lett, ugyanekkor viszont feltűnt Michael Jackson You Rock My World című számának videóklipjében is. Élete végén eladósodott és egészségtelen ételeken élt.
Barátja, Jack Nicholson is őt tekintette példaképének: „Brando a legjobb, akire mindnyájan felnézünk. Ha ő elmegy, mindnyájan egy helyi értékkel feljebb kerülünk a ranglistán.” Brando 81. életévében ez bekövetkezett. Brando Nicholsont jelölte ki utódjául, akit végakaratában felkért a gyászbeszédre. Mivel a színész nem szerette a nagy felhajtást, egyszerű temetést rendeztek neki, testét elhamvasztották és kérésére szétszórták a sivatagban.

## Filmográfia

### Film
| Év   | Magyar cím                              | Eredeti cím                         | Szerep                                | Magyar hang          | Rendező                  |
| ---- | --------------------------------------- | ----------------------------------- | ------------------------------------- | -------------------- | ------------------------ |
| 1950 | Férfiak (Férfisors)                     | The Men                             | Kenneth 'Ken' Wilcheck / 'Bud'        | Rátóti Zoltán        | Fred Zinnemann           |
| 1951 | A vágy villamosa                        | A Streetcar Named Desire            | Stanley Kowalski                      | Kozák András         | Elia Kazan (1)           |
| 1951 | A vágy villamosa                        | A Streetcar Named Desire            | Stanley Kowalski                      | Józsa Imre           | Elia Kazan (1)           |
| 1951 | A vágy villamosa                        | A Streetcar Named Desire            | Stanley Kowalski                      | Dányi Krisztián      | Elia Kazan (1)           |
| 1952 | Viva Zapata!                            | Viva Zapata!                        | Emiliano Zapata                       | Szakácsi Sándor      | Elia Kazan (2)           |
| 1953 | Julius Caesar                           | Julius Caesar                       | Marcus Antonius                       | Bodrogi Gyula        | Joseph L. Mankiewicz (1) |
| 1953 | Julius Caesar                           | Julius Caesar                       | Marcus Antonius                       | Széles Tamás         | Joseph L. Mankiewicz (1) |
| 1953 | A vad                                   | The Wild One                        | Johnny Strabler / Narrátor            |                      | László Benedek           |
| 1954 | A rakparton                             | On the Waterfront                   | Terry Malloy                          | Dózsa László         | Elia Kazan (3)           |
| 1954 | Désirée                                 | Désirée                             | Bonaparte Napóleon                    | Áts Gyula            | Henry Koster             |
| 1955 | Macsók és macák                         | Guys and Dolls                      | Sky Masterson                         | Kálid Artúr          | Joseph L. Mankiewicz (2) |
| 1956 | Teaház az augusztusi holdhoz            | The Teahouse of the August Moon     | Sakini                                | Mácsai Pál           | Daniel Mann              |
| 1957 | Szajonara                               | Sayonara                            | Lloyd "Ace" Gruver őrnagy             | Kálid Artúr          | Joshua Logan             |
| 1957 | Szajonara                               | Sayonara                            | Lloyd "Ace" Gruver őrnagy             | Dányi Krisztián      | Joshua Logan             |
| 1958 | Oroszlánkölykök                         | The Young Lions                     | Christian Diestl hadnagy              | Vass Gábor           | Edward Dmytryk           |
| 1959 | Orfeusz alászáll                        | The Fugitive Kind                   | Valentine 'Snakeskin' Xavier          | Maros Gábor          | Sidney Lumet             |
| 1959 | Orfeusz alászáll                        | The Fugitive Kind                   | Valentine 'Snakeskin' Xavier          | Bubik István         | Sidney Lumet             |
| 1959 | Orfeusz alászáll                        | The Fugitive Kind                   | Valentine 'Snakeskin' Xavier          | Anger Zsolt          | Sidney Lumet             |
| 1959 | Orfeusz alászáll                        | The Fugitive Kind                   | Valentine 'Snakeskin' Xavier          | Tokaji Csaba         | Sidney Lumet             |
| 1961 | A félszemű Jack                         | One-Eyed Jacks                      | Rio                                   | Vass Gábor           | Marlon Brando            |
| 1961 | A félszemű Jack                         | One-Eyed Jacks                      | Rio                                   | Dózsa Zoltán         | Marlon Brando            |
| 1962 | Lázadás a Bountyn                       | Mutiny on the Bounty                | Fletcher Christian elsőtiszt          | Gáti Oszkár          | Lewis Milestone          |
| 1962 | Lázadás a Bountyn                       | Mutiny on the Bounty                | Fletcher Christian elsőtiszt          | László Zsolt         | Lewis Milestone          |
| 1962 | Lázadás a Bountyn                       | Mutiny on the Bounty                | Fletcher Christian elsőtiszt          | Laklóth Aladár       | Lewis Milestone          |
| 1963 | A csúnya amerikai                       | The Ugly American                   | Harrison Carter MacWhite nagykövet    |                      | George Englund           |
| 1964 | Dajkamesék hölgyeknek                   | Bedtime Story                       | Freddy Benson                         | Mécs Károly          | Ralph Levy               |
| 1964 | Dajkamesék hölgyeknek                   | Bedtime Story                       | Freddy Benson                         | Józsa Imre           | Ralph Levy               |
| 1965 | Morituri                                | Morituri                            | Robert Crain                          | Szabó Sipos Barnabás | Bernhard Wicki           |
| 1966 | Üldözők                                 | The Chase                           | Calder seriff                         | Szilágyi Tibor       | Arthur Penn (1)          |
| 1966 | Kaland Mexikóban                        | The Appaloosa                       | Matt Fletcher                         | Kamarás Iván         | Sidney J. Furie          |
| 1967 | A hongkongi grófnő                      | A Countess from Hong Kong           | Ogden Mears                           | Mihályi Győző        | Charles Chaplin          |
| 1967 | Tükörkép egy aranyos szempárban         | Reflections in a Golden Eye         | Weldon Penderton őrnagy               |                      | John Huston              |
| 1968 |                                         | Candy                               | Grindl                                |                      | Christian Marquand       |
| 1968 | Lidércnyomás                            | The Night of the Following Day      | sofőr                                 | Rékasi Károly        | Hubert Cornfield         |
| 1969 | Queimada                                | Queimada                            | Sir William Walker                    | Tordy Géza           | Gillo Pontecorvo         |
| 1969 | Queimada                                | Queimada                            | Sir William Walker                    | Széles Tamás         | Gillo Pontecorvo         |
| 1969 | Queimada                                | Queimada                            | Sir William Walker                    | Breyer Zoltán        | Gillo Pontecorvo         |
| 1972 | Az éjszakai jövevények                  | The Nightcomers                     | Peter Quint                           | Szakácsi Sándor      | Michael Winner           |
| 1972 | A Keresztapa                            | The Godfather                       | Don Vito Corleone                     | Szabó Sándor         | Francis Ford Coppola (1) |
| 1972 | A Keresztapa                            | The Godfather                       | Don Vito Corleone                     | Tordy Géza           | Francis Ford Coppola (1) |
| 1972 | Utolsó tangó Párizsban                  | Last Tango in Paris                 | Paul                                  | Tordy Géza           | Bernardo Bertolucci      |
| 1976 | Missouri fejvadász                      | The Missouri Breaks                 | Robert E. Lee Clayton                 | Szabó Sipos Barnabás | Arthur Penn (2)          |
| 1978 |                                         | Raoni (dokumentumfilm)              | narrátor (hangja)                     |                      | Jean-Pierre Dutilleux    |
| 1978 | Luiz Carlos Saldanha                    | Raoni (dokumentumfilm)              | narrátor (hangja)                     |                      |                          |
| 1978 | Superman                                | Superman                            | Jor-El                                | Vass Gábor           | Richard Donner (1)       |
| 1978 | Superman                                | Superman                            | Jor-El                                | Mihályi Győző        | Richard Donner (1)       |
| 1978 | Superman                                | Superman                            | Jor-El                                | Vass Gábor           | Richard Donner (1)       |
| 1979 | Apokalipszis most                       | Apocalypse Now                      | Walter E. Kurtz ezredes               | Gruber Hugó          | Francis Ford Coppola (2) |
| 1979 | Apokalipszis most                       | Apocalypse Now                      | Walter E. Kurtz ezredes               | Rajhona Ádám         | Francis Ford Coppola (2) |
| 1980 | A képlet                                | The Formula                         | Adam Steiffel, az Olajtársaság elnöke | Végvári Tamás        | John G. Avildsen         |
| 1989 | Forrongó évszak                         | A Dry White Season                  | Ian McKenzie                          | Szabó Ottó           | Euzhan Palcy             |
| 1989 | Forrongó évszak                         | A Dry White Season                  | Ian McKenzie                          | Pálfai Péter         | Euzhan Palcy             |
| 1990 | Az újonc                                | The Freshman                        | Carmine Sabatini                      | Kristóf Tibor        | Andrew Bergman           |
| 1992 | Kolumbusz, a felfedező                  | Christopher Columbus: The Discovery | Tomás de Torquemada                   | Szabó Sándor         | John Glen                |
| 1995 | Don Juan DeMarco                        | Don Juan DeMarco                    | Dr. Jack Mickler                      | Kristóf Tibor        | Jeremy Leven             |
| 1996 | Dr. Moreau szigete                      | The Island of Dr. Moreau            | Dr. Moreau                            | Makay Sándor         | John Frankenheimer       |
| 1996 | Dr. Moreau szigete                      | The Island of Dr. Moreau            | Dr. Moreau                            | Avar István          | John Frankenheimer       |
| 1997 | A halál ára                             | The Brave                           | McCarthy                              | Makay Sándor         | Johnny Depp              |
| 1998 | Dolcsi Vita                             | Free Money                          | Sven Sorenson börtönigazgató          | Huszár László        | Yves Simoneau            |
| 1998 | Dolcsi Vita                             | Free Money                          | Sven Sorenson börtönigazgató          | Makay Sándor         | Yves Simoneau            |
| 2001 | A szajré                                | The Score                           | Max                                   | Gruber Hugó          | Frank Oz                 |
| 2006 | Superman II.: A Richard Donner-változat | Superman II: The Richard Donner Cut | Jor-El (archív felvétel)              | Vass Gábor           | Richard Donner (2)       |
| 2006 | Superman visszatér                      | Superman Returns                    | Jor-El (archív felvétel)              | Beratin Gábor        | Bryan Singer             |

### Televízió
| Év   | Cím                         | Szerep                  | Megjegyzések               |
| ---- | --------------------------- | ----------------------- | -------------------------- |
| 1949 | Actors Studio               | doktor                  | 1 epizód                   |
| 1950 | Come Out Fighting           | Jimmy Brand             | próbaepizód                |
| 1979 | Roots: The Next Generations | George Lincoln Rockwell | 1 epizód                   |
| 2004 | Big Bug Man                 | Mrs. Sour (hangja)      | tévéfilm (nem mutatták be) |

### Videóklipek
| Év   | Előadó          | Dal                 | Szerep |
| ---- | --------------- | ------------------- | ------ |
| 2001 | Michael Jackson | "You Rock My World" | Főnök  |

### Videójátékok
| Év   | Cím           | Szerep            | Megjegyzések                      |
| ---- | ------------- | ----------------- | --------------------------------- |
| 2006 | The Godfather | Don Vito Corleone | cameoszerep posztumusz megjelenés |

## Jelentősebb díjai
- Oscar-díj, legjobb férfi főszereplő, A Keresztapa, 1973
- Golden Globe-díj, legjobb drámai filmszínész, A keresztapa, 1973
- Oscar-díj, legjobb férfi főszereplő, A rakparton, 1955
- BAFTA-díj, legjobb férfi főszereplő, A rakparton, 1955
- Golden Globe-díj, legjobb drámai filmszínész, A rakparton 1955
- BAFTA-díj, legjobb férfi főszereplő, Julius Caesar, 1954
- BAFTA-díj, legjobb férfi főszereplő, Viva Zapata, 1953
- Cannes-i Nemzetközi Filmfesztivál, legjobb színész, Viva Zapata, 1953

## Műve magyarul
- Marlon Brando: E dalra tanított anyám; közrem. Robert Lindsey, ford., jegyz. Upor László; Európa, Bp., 2006 ISBN 9789630779678